# Encrateola brevicauda
Encrateola brevicauda är en stekelart som beskrevs av Horstmann 1998. Encrateola brevicauda ingår i släktet Encrateola och familjen brokparasitsteklar. Inga underarter finns listade i Catalogue of Life.